# Gator Country
Gator Country est un groupe américain de rock sudiste.

## Histoire
Début 2005, on assiste à la formation d'un nouveau groupe composé de cinq membres originaux du groupe de rock sudiste Molly Hatchet. On y trouve le batteur Bruce Crump, le guitariste Duane Roland, le guitariste Steve Holland, le chanteur Jimmy Farrar, et le bassiste Riff West. Ces musiciens avaient écrit et enregistré sur tous les albums d'or, de platine et multiplatine du groupe Molly Hatchet.
Après avoir joué au concert en mémoire du chanteur de Molly Hatchet Danny Joe Brown, ils décident qu'il est temps de se remettre à jouer ensemble. En raison du fait que le nom originel du groupe est franchisé, ils se servent du nom d'un de leurs premiers hits comme nom de groupe. Avec l'ajout de Linni Disse, ancien guitariste de Adding Virginie, Gator Country se fait connaître pour son "assaut à trois guitares".
La mort du guitariste Duane Roland, aussi fondateur de Molly Hatchet, ravage le groupe. Sa Gibson Flying V se tiendra désormais sur la scène à côté du micro de Danny Joe Brown pour chaque prestation de Gator Country. Paul Chapman, ancien guitariste du groupe britannique UFO est entré dans le groupe pour remplacer Roland.
Juste après la sortie de leur single "Oh Atlanta", Gator Country est reparti sur la  tournée "Real Deal Tour".